# سلمان خاسیمیکوف
سلمان خاسیمیکوف (روسی: Салман Хасимиков؛ زادهٔ ۴ مهٔ ۱۹۵۳ - درگذشته ۲۸ مهٔ ۲۰۲۵) کشتی‌گیر آزاد و کشتی‌گیر کشتی حرفه‌ای اهل روسیه بود.
وی همچنین برندهٔ جوایزی همچون قهرمان ورزشی اتحاد شوروی شده است.